# Centaurea scabiosa
La centaurea mayor (Centaurea scabiosa) es una especie de la familia  de las asteráceas. Se llama también "pedúnculo de burro".

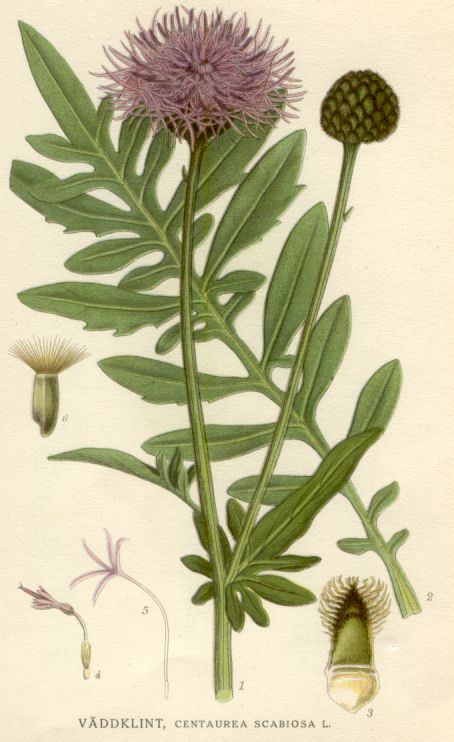
Ilustración

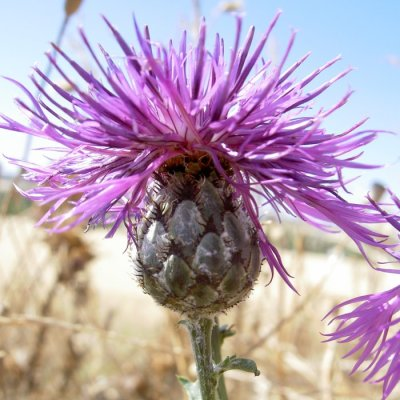
Flor

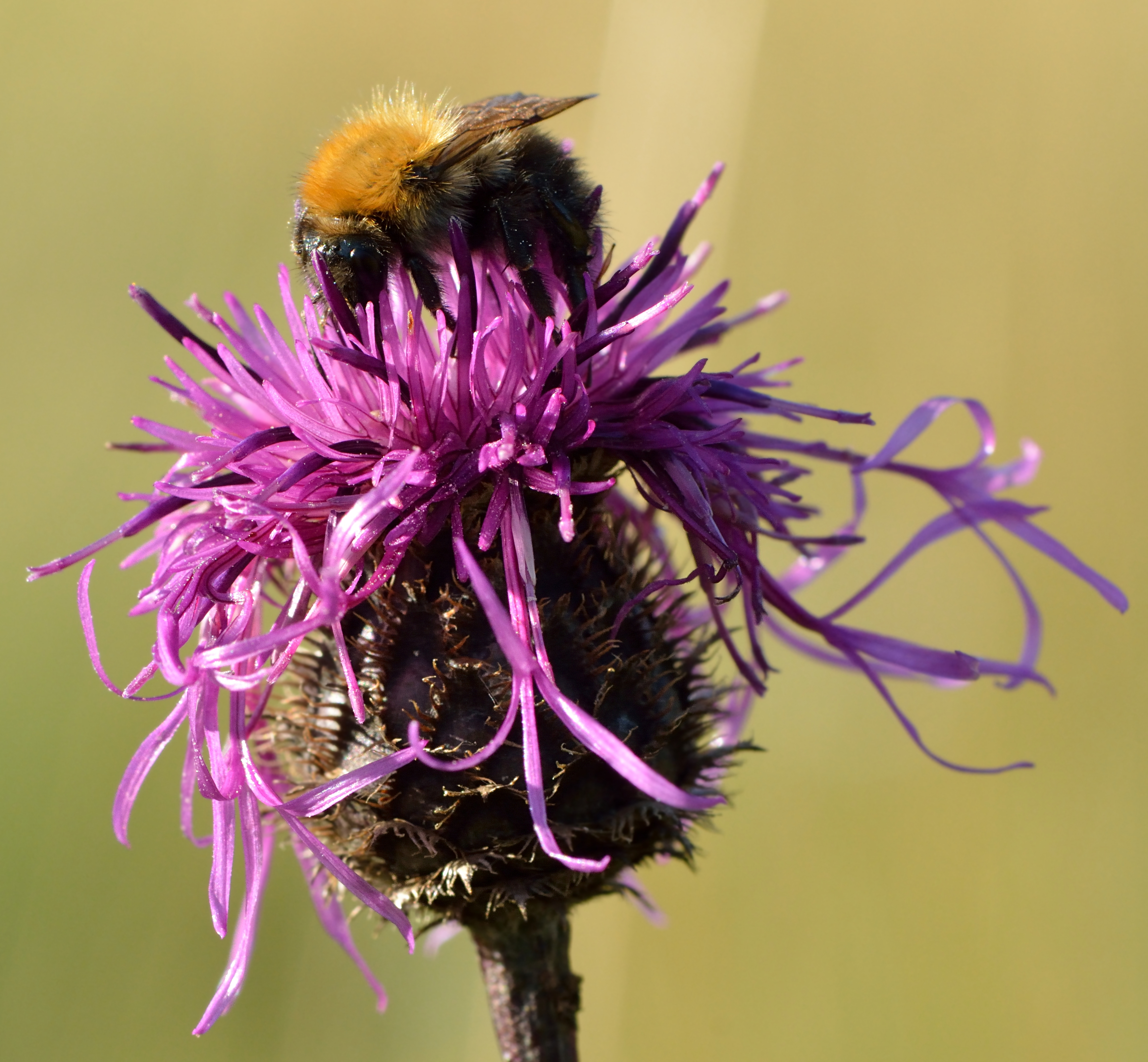
Polinización

## Descripción
Planta perenne, derecha, rígida, de 45 cm de altura, poco ramificada y áspera. Pocas cabezuelas solitarias, involucro globular, un poco estrechado sobre las flores, de 2 cm de diámetro, sobre un largo y rígido pedúnculo formado por muchas brácteas triangulares, anchas y con borde de color marrón muy oscuro, casi negro, con espinas retorcidas. Las interiores más alargadas, también con una punta triangular oscura y con lacinias retorcidas. De color verde con pelusilla blanca. La parte inferior del borde casi transparente. Las flores de color púrpura o rosa violáceo, en forma de tubo más abultado, las exteriores más largas, caídas sobre el involucro y estériles, sus 5 lóbulos muy estrechos. En plena floración la brocha de flores puede medir 4 cm de diámetro. Hojas sentadas, con varios pares de lóbulos oblongos, de borde retorcido, abarquilladas, ásperas en las dos páginas por los numerosos pelos cortos y rígidos. Las inferiores de la roseta, pecioladas. la raíz dura y rizomatosa.

## Distribución y hábitat
En toda Europa excepto Albania, Bulgaria, Islandia, Grecia  y Turquía.
En España en Castilla y León. Vive en escombreras, junto a carreteras, setos , riscos, bordes y lugares secos y pedregosos con pasto duro. Florece en verano y hasta el otoño.

## Taxonomía
Centaurea scabiosa fue descrita por Carolus Linnaeus y publicado en Species Plantarum 2: 840. 1753.
Citología
Número de cromosomas de Centaurea scabiosa (Fam. Compositae) y táxones infraespecíficos: 2n=40
Etimología
Centaurea: nombre genérico que procede del Griego kentauros, hombres-caballos que conocían las propiedades de las plantas medicinales.
scabiosa: epíteto latino que significa "rugosa".
Subespecies
- Centaurea scabiosa subsp. adpressa (Ledeb.) Gugler
- Centaurea scabiosa subsp. alpestris (Hegetschw.) Nyman
- Centaurea scabiosa subsp. apiculata (Ledeb.) Mikheev
- Centaurea scabiosa subsp. badensis (Tratt.) Gugler
- Centaurea scabiosa subsp. cephalariifolia (Willk.) Greuter
- Centaurea scabiosa subsp. fritschii (Hayek) Hayek
- Centaurea scabiosa subsp. grinensis (Reut.) Nyman
- Centaurea scabiosa subsp. integra Greuter
- Centaurea scabiosa subsp. menteyerica (Chaix) Nyman
- Centaurea scabiosa subsp. sadleriana (Janka) Asch. & Graebn.
- Centaurea scabiosa subsp. spinulosa (Spreng.) Arcang.
- Centaurea scabiosa subsp. tematinensis (Domin) Domin

Sinonimia
- Centaurea coriacea Willd.
- Centaurea scabiosa var. vertesensis (Boros) Soó
- Colymbada scabiosa (L.) Holub
- Colymbada scabiosa (L.) Rauschert[6]

## Nombres comunes
- Castellano: anapera, arnaza, asnaza, cabezuela, cardo garrapata, centaura mayor, centaurea mayor, centáurea mayor, hierba pedorrera, napera, pedo-de-burro.[7]